# Rome (Iowa)
Pour les articles homonymes, voir Rome (homonymie).
Rome est une ville du comté de Henry, en Iowa, aux États-Unis. Elle est fondée en 1846 et incorporée le 1er janvier 1869.

## Source de la traduction
- (en) Cet article est partiellement ou en totalité issu de l’article de Wikipédia en anglais intitulé « Rome, Iowa » (voir la liste des auteurs).